# Гуачичіли
Гуачичіли (ісп. Guachichil) — корінний індіанський народ Мексики. До приходу європейців вони займали найширшу територію з усіх індіанців Центральної Мексики. Гуачічіли кочували великий регіоном Сакатекас, а також частково по території сучасних мексиканських штатів Сан-Луїс-Потосі, Гуанахуато, Халіско, Мічоакан, Коауїла.

## Етимологія назви
Відомо, що гуачічіли фарбували свої голови у червоний колір. Назва гуачичіл походить від nahuatl kua-itl (голова) та chichil-tic (червоний), що означає «голови, пофарбовані в червоний колір».

## Мова
Мова гуачичіл вимерла, про неї відомо дуже мало. Можливо ця мова належала до юто-ацтецької мовної сім'ї та була тісно пов'язана з мовою уїчоль.

## Історія
Гуачичіли були дуже войовничим народом. Деякі історики вважають, що саме вони сприяли початку боротьби корінних індіанців Мексики проти іспанців.
Відомо, що воїни гуачичіли билися дуже запекло, навіть якщо були смертельно поранені. Ця риса була однією з основних причин поразки іспанців у Чичимецькій війні. Лук і стріли Чичімеки були майстерно виготовлені, що дозволяє проникнути в іспанську броню.
Гуачичіли були кочовими племенами. Це робило їх дуже рухливими. Крім того, вони добре розумілися на земляних сховках та травах. Гуачичіли високо цінували шкіру тварин та європейські скальпи. Особливе значення для них мали люди з рудувато-червоним волоссям, адже цей колір є кольором племені. Руді жінки і діти були великим стимулом для досягнення миру в регіоні.
Як стверджують іспанські розповіді про війни з чичимеками, гуачичіли в бою будуть покладатися на хитрість та обман, а не на грубу силу. Бойова тактика гуачичілів досить особлива. Перед тим, як піти в бій, вони фарбують своє обличчя червоним кольором. У бою, під час наступу вони кричать дуже голосно, вдаючи себе звірами та лякаючи таким чином іспанців та інших ворогів, а також їхню бойову худобу. Іспанці називали гуачичілів «El Camino Del Infierno», або «Шлях пекла».